# Ponta Delgada
Ponta Delgada és una ciutat i municipi de les Açores (Portugal), el principal de l'illa de São Miguel. És la capital del Govern Regional (altres capitals: Angra, capital històrica i seu del bisbat i Horta, seu legislativa). Ponta Delgada, el nucli més poblat del municipi, té 46.102 habitants en la zona urbana. En el terme hi ha també l'aeroport internacional de l'illa, el Joan Pau II. Ponta Delgada se subdivideix en 24 parròquies (freguesías, en portuguès):
| - Ajuda da Bretanha - Arrifes - Candelária - Capelas - Covoada - Fajã de Baixo - Fajã de Cima - Fenais da Luz - Feteiras - Ginetes - Livramento - Mosteiros | - Pilar da Bretanha - Relva - Remédios - Santa Bárbara - Santa Clara - Santo António - São José (Ponta Delgada) - São Pedro (Ponta Delgada) - São Roque - São Sebastião (Ponta Delgada) - São Vicente Ferreira - Sete Cidades |

## Demografia
| Població del municipi de Ponta Delgada (1849 – 2004) | Població del municipi de Ponta Delgada (1849 – 2004) | Població del municipi de Ponta Delgada (1849 – 2004) | Població del municipi de Ponta Delgada (1849 – 2004) | Població del municipi de Ponta Delgada (1849 – 2004) | Població del municipi de Ponta Delgada (1849 – 2004) | Població del municipi de Ponta Delgada (1849 – 2004) | Població del municipi de Ponta Delgada (1849 – 2004) |
| ---------------------------------------------------- | ---------------------------------------------------- | ---------------------------------------------------- | ---------------------------------------------------- | ---------------------------------------------------- | ---------------------------------------------------- | ---------------------------------------------------- | ---------------------------------------------------- |
| 1849                                                 | 1900                                                 | 1930                                                 | 1960                                                 | 1981                                                 | 1991                                                 | 2001                                                 | 2004                                                 |
| 31.344                                               | 52.120                                               | 54.790                                               | 74.306                                               | 63.804                                               | 61.989                                               | 65.854                                               | 64.516                                               |